# Kampala
Kampala je glavno mesto Ugande in z okrog 1,9 milijona prebivalcev (2024) največje mesto v tej srednjeafriški državi. Širše metropolitansko območje obsega še urbanizirane dele sosednjih okrožjij Wakiso, Mukono, Mpigi, Buikwe in okrožje Luweero. Mesto je samostojna upravna enota v administrativni delitvi države in ne spada pod nobeno okrožje. Je politično središče Ugande, prav tako pa tudi pomembno industrijsko ter transportno središče, ki leži sredi rodovitnega kmetijskega območja na jugu države, na gričih nekaj kilometrov severno od jezera Ukerewe (Viktorijino jezero). Tradicionalno je veljalo, da je mesto zgrajeno na sedmerih gričih, vendar se zdaj razprostira že na širšem ozemlju. Večina prebivalstva živi na robu revščine v barakarskih naseljih v nižjih, poplavnih predelih.
Regionalni pomen Kampale je razviden iz dejstva, da je gostila prvi papeški obisk Afrike (papež Pavel VI. leta 1969) in zasedanje Organizacije afriške enotnosti leta 1975, na katerem je bil za predsednika izvoljen Idi Amin. Po koncu njegove brutalne vladavine leta 1979 je bilo mesto središče krvavega državljanskega konflikta, do konca katerega je bilo skoraj povsem porušeno in zapuščeno. Od konca 1980. let infrastrukturo intenzivno obnavljajo s pomočjo Svetovne banke, Evropske skupnosti in drugih donatorjev. Je tudi sedež Univerze Makerere, največje visokošolske ustanove v regiji.
Leta 2015 je to metropolitansko območje ustvarilo ocenjeni nominalni BDP v višini 13,80221 milijarde USD (konstantni ameriški dolar leta 2011), kar je bila več kot polovica ugandskega BDP za tisto leto, kar kaže na pomen Kampale za ugandsko gospodarstvo.
Župani mest poročajo, da je Kampala med najhitreje rastočimi mesti v Afriki z letno stopnjo rasti prebivalstva 4,03 odstotka. Mercer (svetovalno podjetje s sedežem v New Yorku) redno uvršča Kampalo kot najboljše mesto za življenje v vzhodni Afriki pred Nairobijem in Kigalijem.

## Zgodovina
Na območju, kjer zdaj stoji Kampala, je bil v 19. stoletju sedež vladarja kraljevine Buganda. V sedanji obliki je bila ustanovljena 1890, ko ga je za sedež kolonialne uprave izbral Frederick Lugard po pooblastilu Imperialne britanske vzhodnoafriške družbe (Imperial British East Africa Company, IBEAC) in tam postavil utrdbo za vzpostavitev nadzora nad povirjem Nila. Ime je dobila po frazi »kasozi k’ mpala«, dobesedno »hrib impale«, kar se nanaša na številčno populacijo te vrste antilope, ki je uspevala tam.
Leta 1900 so Britanci tudi formalno prevzeli oblast in imenovali kolonialnega upravitelja, ki se je naselil v Kampali. Do 1906 je število prebivalcev naraslo že na 30.000, večinoma azijskih delavcev, ki so pred tem gradili železniško povezavo s Kenijo, v kasnejših desetletjih pa so prevzeli nadzor nad mestnim gospodarstvom. Zaradi prenaseljenosti so se Britanci odločili preseliti upravo na bolj miren kraj, v Entebbe na obali Viktorijinega jezera nekaj deset kilometrov stran, razvoj Kampale pa se je kljub temu nadaljeval z nezmanjšano hitrostjo. Poselitev je sledila tipičnemu vzorcu rasnega razlikovanja, z Evropejci na vrhu gričev in Azijci na nižjih delih pobočij, Afričani pa v mestu, z izjemo predmestja Katwe, sploh niso smeli živeti in so se vozili na delo iz okoliških vasi.
Leta 1949 je mesto z že skoraj 60.000 prebivalci dobilo status občine. V 1950. letih se je pričela spreminjati rasna struktura, saj je Kampala z ustanovitvijo afriških predelov na vzhodu dobila tudi črnske prebivalce. Desetletje so zaznamovale težnje po emancipaciji in postopen umik Britancev, tako da je leta 1959 zaprisegel prvi črnski župan. Po osamosvojitvi Ugande leta 1962 je Kampala spet postala glavno mesto in sedež oblasti; do leta 1968 je število prebivalcev naraslo že na 330.000 in v njeno administrativno območje je bilo vključenih več okoliških vasi. Leta 1971 pa je prišel na oblast diktator Idi Amin, ki je pričel s kampanjo »afrikanizacije« in iz mesta izgnal 100.000 Azijcev. Krvava medetnična obračunavanja, ki so zaznamovala njegovo vladavino, so po drugi strani povzročila priliv beguncev s podeželja v razmeroma varno okolje mesta.
Tudi po Aminovem strmoglavljenju leta 1979 in vrnitvi Miltona Oboteja se razmere za prebivalstvo niso izboljšale, saj je slednji pričel s kampanjo odstranitve Aminovih podpornikov ter drugih uporniških skupin. Iz Kampale je bilo v vojaška taborišča pregnanih 750.000 prebivalcev. Ko je mesto leta 1986 zavzelo Narodno odporniško gibanje, je bilo skoraj prazno. Vse od takrat ga Ugandci postopno obnavljajo.

## Geografija

### Topografija
Mesto Kampala pokriva skupno površino 189 km², od tega 176 km² kopnega in 13 km² vode.
Kampala je hribovito mesto z dolinami, polnimi počasnih rek/močvirij. Najvišja točka v ožjem mestu je vrh hriba Kololo s 1311 metri v središču mesta, najnižja točka pa na obali Viktorijinega jezera južno od središča mesta na nadmorski višini 1135 metrov.

### Hribi
Kampala je bila prvotno zgrajena na sedmih gričih, vendar se je razširila in pokriva več kot prvotnih sedem gričev.
Prvotnih sedem gričev je:
- Old Kampala Hill, na katerem je bila trdnjava Fort Lugard, prvi sedež britanskih kolonialnih oblasti v kolonialni Ugandi.
- Drugi je Mengo Hill, ki je bil takrat Kibuga (prestolnica) kraljestva Buganda na začetku britanske kolonialne vladavine.
- Tretji je hrib Kibuli, kjer je mošeja Kibuli.
- Četrti je hrib Namirembe, ki je bil dom anglikanske frakcije (Wangeleza) v bugandskih verskih vojnah od 1888 do 1892 in kraj anglikanske katedrale Namirembe.
- Peti je hrib Lubaga, ki je bil dom katoliške frakcije belih očetov (Wafaransa) v zgoraj omenjenih verskih vojnah Bugande in tudi mesto katoliške katedrale Rubaga.
- Šesti je hrib Nsambya, mesto nekdanje katedrale sv. Petra Nsambya in dodeljeno britanski katoliški misiji Mill Hill med podpisom sporazuma v Ugandi (1900).
- Sedmi je hrib Nakasero, na vrhu katerega je bila Fort Nakasero, britanski vojaški objekt, zgrajen po preselitvi iz Fort Lugarda v Stari Kampali. Na hribu je bila tudi Evropska bolnišnica (sedanji vladni analitični laboratorij nasproti sedeža Ministrstva za javne službe).

### Močvirja in počasne reke
Zaradi hribovite narave Kampale in tropskega podnebja imajo doline počasne reke/močvirja, ki običajno tečejo proti jugu proti Viktorijinemu jezeru ali proti severu. Ta sezonska in/ali trajna močvirja pokrivajo 15 % kopnega Kampale. Vključujejo:
- Močvirna reka Kinawataka, ki pokriva območje 1,5 km², teče proti jugu v Viktorijino jezero in se nahaja v diviziji Nakawa.[12]
- Močvirna reka Nakivubo, ki pokriva površino 5,29 km², teče proti jugu do Viktorijinega jezera od vznožja Makerereja in je dolga 9 kilometrov (5,6 milj).[13]
- Močvirje Lubigi pokriva površino 2,85 km², ki teče proti zahodu od vznožja Kisaasija v reko Mayanja.
- močvirje Kansanga[14]
- Močvirje Kyetinda

### Vegetacija
Kampala je bila zaradi raznolikosti habitatov, ki vključujejo mokrišča in hribe, prej pokrita z nizkimi travami na vrhovih hribov, slonovo travo (Pennisetum purpureum Schumach), papirjevec (Cyperus papyrus), afriškim lokvanjem itd. v močvirjih in zimzelenih gozdovih z drevesi, kot sta afriška oljka (mpafu - Canarium schweinfurthii) in natalska figa (mutuba - Ficus natalensis).

### Geologija
Kampala leži na vzhodnoafriški planoti med obema krakoma Vzhodnoafriškega tektonskega jarka in na severnih mejah Tanzanijskega kratona.

### Podnebje
Kampala ima podnebje tropskega deževnega gozda (Af) po sistemu klasifikacije podnebja Köppen-Geiger.
Faset vremena v Kampali je, da ima dve letni bolj vlažni sezoni. Medtem ko mesto nima pravega sušnega meseca, ima močnejše padavine od avgusta do decembra in od februarja do junija. Vendar pa je med februarjem in junijem v Kampali opazno veliko več padavin na mesec, pri čemer je aprila običajno največ padavin s povprečno okoli 169 milimetri dežja.

## Gospodarstvo
Potekajo prizadevanja za selitev težke industrije v poslovni in industrijski park Kampala, ki je v Namanveju v okrožju Mukono, približno 14 kilometrov vzhodno od osrednjega poslovnega okrožja mesta, s čimer bi zmanjšali prometne zastoje v mestu. Nekatera podjetja, ki imajo svoj sedež v središču mesta, so vseh 25 komercialnih bank, ki imajo licenco v Ugandi; New Vision Group, vodilni medijski konglomerat v večinski lasti vlade; in publikacija Daily Monitor, članica skupine Nation Media s sedežem v Keniji. Air Uganda je ohranila svoj sedež v poslovnem kompleksu na hribu Kololo v Kampali. Crown Beverages Limited, edini franšizni polnilnik Pepsi-Cole v državi, je v Nakawi, oddelku Kampale, približno 5 kilometrov vzhodno od središča mesta.
Neformalni sektor veliko prispeva k BDP Kampale. Državljani, ki delajo v formalnem sektorju, sodelujejo tudi v neformalnih dejavnostih, da bi svojim družinam zaslužili več. Javni uslužbenec v Kampali se lahko na primer poleg dela v uradnem sektorju ukvarja tudi s kmetijstvom. Druga neformalna področja so lastništvo taksijev in urbano kmetijstvo. Uporaba mokrišč Kampale za urbano kmetijstvo se je v zadnjih nekaj desetletjih povečala. Povezuje neformalna podeželska naselja z bolj industrializiranimi deli mesta. Pridelki, pridelani na mokriščih, se prodajajo na tržnicah v mestnih območjih.
Decembra 2015 je Google v Kampali predstavil svoje prvo omrežje Wi-Fi.
Medtem ko se več kot 30 odstotkov prebivalcev Kampale ukvarja z urbanim kmetijstvom, je mesto Kampala podarilo 13 hektarjev za spodbujanje urbanega kmetijstva v severovzhodni župniji Kyanja v diviziji Nakawa.

## Znamenitosti
Kolonialni arhitekturni vpliv ni posebej opazen; na griču Mengo je še ohranjenih nekaj kraljevih upravnih poslopij iz obdobja pred britansko vladavino, kot sta sedež parlamenta in sodišča.
Največja znamenitost je kompleks kraljevih grobnic Kasubi iz konca 19. stoletja, kjer so pokopani kabake (vladarji) kraljestva Buganda. Iz rastlinskih materialov zgrajena poslopja so pomemben arhitekturni dosežek in predstavljajo tudi trajen izraz kulturne identitete, na podlagi česar je kompleks uvrščen na seznam Unescove svetovne kulturne dediščine. Največja od grobnic je bila leta 2010 uničena v požaru.
Pomembni instituciji sta Ugandski muzej in Nacionalni kulturni center Ugande.
Spomenik neodvisnosti, ki je v središču Kampale, je simbol osvoboditve Ugande izpod kolonialne vladavine.

## Kraji bogoslužja
- Baha'i hram čaščenja v Kampali
- Anglikanska stolnica svetega Pavla na hribu Namirembe
- Stolnica Rubaga, sedež rimskokatoliške cerkve
- Narodna mošeja Ugande (islam)

Med kraji bogoslužja so pretežno krščanske cerkve in templji: rimskokatoliška nadškofija Kampala (katoliška cerkev), cerkev Ugande (anglikansko občestvo), prezbiterijanska cerkev v Ugandi (svetovno občestvo reformiranih cerkva), baptistična zveza Ugande (baptistično svetovno zavezništvo) in Božje skupščine. Obstajajo tudi muslimanske mošeje.
Kampala gosti hišo čaščenja Bahá'í, znano kot matični tempelj Afrike, ki je na hribu Kikaya na obrobju mesta. Tempelj je bil slovesno odprt januarja 1961.

## Kulinarika
Kulinarična pokrajina Kampale je tako raznolika kot njeni ljudje, s številnimi restavracijami, ki odražajo lokalne in mednarodne kuhinje. Ulična hrana je velik del mestne prehranjevalne kulture in obisk Kampale bi bil nepopoln, če ne bi poskusili slavnega Rolexa – priljubljene ulične hrane iz omlete, povaljane v čapatiju.
Za tiste, ki raje obedujejo v bolj formalnem okolju, ima Kampala številne restavracije, ki ponujajo različne jedi. Od tradicionalnih ugandskih jedi, kot sta Luwombo in Matoke, do mednarodnih jedi, vključno z indijsko, kitajsko in italijansko kuhinjo, je nekaj, kar bo zadovoljilo vsak okus.
Cafe javas je priljubljena veriga, ki ponuja mešanico lokalnih in mednarodnih jedi v sproščenem okolju, kot nalašč tako za sproščen obrok kot za poslovno srečanje. The Lawns v Kololu ponuja edinstveno kulinarično izkušnjo s poudarkom na mesu divjadi, postavljeno v bujno vrtno okolje, ki izboljša izkušnjo obedovanja na prostem.